# Fronto
Marcus Cornelius Fronto eller Fronto (ca. 90/95-ca. 167 e. Kr.) var en romersk retor og lærer for den senere kejser Marcus Aurelius.

## Liv
Fronto blev født i Cirta, nutidens Constantine i Algeriet. Han kom allerede som ung til Rom for at studere. Han fik siden sæde i senatet og beklædte forskellige politiske embeder, kvæstor, prætor og endelig consul suffectus for juli og august i 142.
Han blev gift med Cratia (sandsynligvis af græsk oprindelse) og fik med hende i ca. 142 datteren Cratia, der blev gift med Frontos elev Gajus Aufidius Victorinus

## Skrifter
Frontos retoriske skrifter er ikke overleveret, men det er hans breve til Marcus Aurelius og andre medlemmer af kejserhuset. De blev fundet i en palimpsest i 1815 af italieneren Angelo Mai.
Brevene behandler ikke de samtidige historiske begivenheder, men først og fremmest Frontos forhold til Marcus Aurelius og filologiske spørgsmål. Et tilbagevendende tema i brevene er desuden Frontos dårlige helbred, især hans podagra.
I brevene fremhæver han som stilistiske forbilleder forfatterne Ennius, Plautus, Laberius og Sallust, hvorimod Cicero og ikke mindst Seneca kritiseres.
Da Marcus Aurelius som voksen sluttede sig til den stoiske filosofi, skrev Fronto en række breve, hvori han fremhævede retorikkens betydning. Det er dog omdiskuteret, om man kan tage disse breve til indtægt for en direkte konflikt mellem retorikeren Fronto og filosoffen Marcus Aurelius.